# Голяма Йедидерменска пещера
Голямата Йедидерменска пещера (на гръцки: Μεγάλο σπήλαιο Επταμύλων) е пещера в Сярско, Гърция.

## Местоположение
Пещерата се намира в югозападното подножие на планината Сминица (Меникио), в кариера край село Йеди Дермен (Ептамили), на няколко километра източно от град Сяр (Серес). Малко под нея е Малката Йедидерменска пещера.

## Описание
Пещерата е развита в палеозойски мрамори и варовици от Родопския масив, геотектонската единица Пангей.
Открита е през 1965 година, когато работа и експлозии в съседната кариера довеждат до срутване на част от склона, разкривайки тесния вход на пещерата. Входът с размери 1,0 × 0,50 m се намира на височина около 40 m от основата на кариерата и е разделен със сталактит на две отделни секции. Подходът към пещерата изисква слизане на около 4 m от върха на кариерата и след това малък траверс.
Пещерата е по-просторна от Малката и има доста тесни и наклонени коридори. Също така е от палеонтологичен интерес, тъй като са открити копролити от вид пещерна хиена. Пещерата има удивителна пещерна украса, изобилие от сталактити, сталагмити, сталактити от типа „завеса“, еликтити, арагонити и прочие. Карстовите образувания и морфологията на коридорите предполагат, че това е подземно речно корито. Коридорите ѝ са предимно широки, с обща дължина на коридорите 700 – 800 m, но в последната част на пещерата те стават особено тесни с височина 20 – 25 cm.